# Lucie Breyne
Lucie Breyne (5 oktober 2000) is een Belgisch hockeyspeelster.

## Levensloop
Breyne komt uit voor de Waterloo Ducks. Daarnaast is de verdedigster actief bij de Red Panthers.